# Aibaque
Maleque Almuiz Izadim Aibaque/Aibegue Aljauxanguir Alturcomani Alçali (em árabe: الملك المعز عز الدين أيبك التركماني الجاشنكير الصالحى; romaniz.: Al-Malik al-Mu'izz Izz al-Din Aybak al-Jawshangir al-Turkmani al-Salihi), melhor conhecido apenas como Izadim Aibaque (em árabe: عز الدين أيبك), Aibaque ou Aibegue, foi o primeiro sultão mameluco do Egito e fundador da dinastia Bahri. Aibaque reinou entre 1250 e 1257.

## Origem e primeiros anos
Aibaque era um emir/líder militar de origem turca que serviu com outros turcomanos na corte do sultão aiúbida Sale Aiube e, portanto, era conhecido entre os mamelucos bahri como "Aibaque Alturcomani". Ele foi elevado à posição de emir e serviu como jashnkir ("provador da comida e da bebida do sultão") e detinha o título de coja ("contador do sultão").
Após a morte de Sale durante a invasão franca de Damieta em 1249 e o trágico assassinato de seu filho e herdeiro Turã Xá em 1250, Xajar Aldur, a viúva de Sale, com a ajuda e o apoio dos mamelucos de seu falecido marido, tomou o controle do trono e se tornou sultana do Egito, suplantando os aiúbidas.
Tanto os aiúbidas da Síria quanto o califa abássida de Bagdá, Almostacim, desafiaram os mamelucos e se recusaram a reconhecer a Xajar como sultana, mas os mamelucos renovaram seu juramento de fidelidade à nova sultana e nomearam Aibaque para a importante posição de atabegue (comandante-em-chefe).

## Ascensão ao poder
Se sentindo desconfortável após os emires sírios terem se recusado a prestar homenagem a Xajar e terem cedido Damasco para Nácer Iúçufe, o emir aiúbida de Alepo, Xajar se casou com Aibaque e renunciou em seguida ao sultanato, passando o trono para o novo marido após ter governado o Egito por oitenta dias.
Aibaque, o novo sultão, tomou o nome real de Maleque Almuiz. Até então, Aibaque contava principalmente com quatro líderes mamelucos: Fariçadim Aquetai, Baibars, Cutuz e Bilbã Arraxidi.
Para consolidar sua posição e tentar apaziguar seus adversários na Síria e em Bagdá, os mamelucos instalaram Axerafe, de apenas seis anos, que era do ramo sírio da família dos aiúbidas como sultão e anunciaram que Aibaque era apenas o representante do califa abássida de Bagdá. Além disso, para mostrar sua lealdade ao falecido mestre Sale Aiube, Aibaque realizou o funeral de Sale e o enterrou na tumba que ele tinha construído perto de sua madrassa no distrito de Baim Alcasraim no Cairo.

## Desafio aiúbida
Nácer Iúçufe enviou suas forças para Gaza para conquistar o Egito e derrubar Aibaque, mas suas forças foram derrotadas pelo emir Fariçadim Aquetai. Em seguida, ele liderou um enorme exército que enfrentou o de Aibaque perto de Açalia, mas no final da batalha ele foi forçado a fugir para Damasco enquanto seu filho, Turanxá, seu irmão Nosratadim e Maleque Axerafe, o emir de Alepo, foram aprisionados por Aibaque. Os triunfos de Aibaque sobre os aiúbidas da Síria consolidaram sua posição como governante do Egito. Através de negociações e a mediação do califa abássida, Aibaque libertou os prisioneiros aiúbidas e ganhou o controle da Palestina meridional, incluindo Gaza, Jerusalém e a costa da Síria.

## Revolta
Em 1253, uma séria revolta liderada por Hisnadim Talabe no Alto e Médio Egito foi sufocada por Aquetai, o líder dos mamelucos bahri. Ao derrotar as forças aiúbidas de Nácer Iúçufe e sufocar a revolta de Talabe, o poder do emir Aquetai e seus mamelucos cresceu e eles se tornaram uma nova ameaça à autoridade de Aibaque. Quando Aquetai solicitou que Aibaque permitisse que ele vivesse dentro da cidadela com sua futura esposa, que era irmã de Maleque Almançor, o emir de Hama, Aibaque se convenceu que ele e seus mamelucos tinham a intenção de derrubá-lo e, assim, decidiu se livrar deles.

## Ataque aos mamelucos
Numa conspiração com Cutuz e uns poucos mamelucos, Aibaque convidou Aquetai à cidadela e o assassinou. Ao verem a cabeça de Aquetai sendo atirada cidadela abaixo, os mamelucos bahri, entre eles Baibars e Calavuno, fugiram durante a noite para Damasco, Queraque e para o Sultanato Seljúcida de Rum. Aibaque saqueou as propriedades dos bahri e retomou Alexandria, que Aquetai controlava como sendo seu domínio pessoal desde 1252. Os que não conseguiram fugir ou foram aprisionados ou executados. Tão logo ele terminou com Aquetai e seus mamelucos bahri, Aibaque destronou o jovem cosultão Axerafe Muça e o enviou de volta para a casa de suas tias, com quem ele morava antes de se tornar cossultão. Agora Aquetai era o líder inconteste do Egito e de parte da Síria, mas logo em seguida um novo acordo com Nácer Iúçufe limitaria seu poder exclusivamente ao Egito.
Em 1255, uma nova revolta liderada por seu homônimo Izadim Aibaque Alafrão irrompeu no Alto Egito e as forças de Nácer Iúçufe chegaram até a fronteira egípcia, desta vez acompanhadas dos mamelucos bahri que haviam fugido para a Síria, incluindo Baibars e Calavuno.

## Final bizarro
Precisando de uma aliança com algum emir importante que pudesse ajudá-lo contra a ameaça dos mamelucos que fugiram para a Síria, Aquetai decidiu, em 1257, se casar com a filha de Badradim Lulu, o emir de Moçul. Xajar Aldur, que já tinha suas diferenças com Aquetai se sentiu traída pelo homem que ela fizera sultão e ordenou que ele fosse assassinado após ele ter governado o Egito por sete anos. No dia de sua morte, ele tinha por volta de sessenta anos e uns poucos filhos, entre eles Naceradim Cã e Almançor Ali.
Ali, de apenas onze anos, foi instalado pelos mamelucos de Aquetai (chamados de mu'iziyya), que eram liderados por Qutuz, como novo sultão, tomando o nome real de "Maleque Almançor Noradine Ali" e tendo Cutuz como vice-sultão.

## Impacto
Aibaque não gostava e nem respeitava os egípcios, embora ele seja lembrado pelos historiadores como sendo um sultão generoso e corajoso. Ele construiu uma madrassa no Cairo conhecida por "al-Madrasah al-Mu'izzyah".
Aibaque reinou num período turbulento. Além de seus conflitos com Nácer Iúçufe na Síria e com o emir Aquetai e seus mamelucos no Egito, havia ainda ameaças de forças externas, principalmente os cruzados e Luís X da França, que estavam em Acre esperando por uma chance para arrancar uma vitória aos muçulmanos após a humilhante derrota no Egito em 1250 (Batalha de Almançora e Batalha de Fariscur), e Hulagu à frente de seus mongóis, que estavam começando a atacar as fronteiras orientais do mundo islâmico.
Antes de suas mortes, Aibaque e Xajar Aldur estabeleceram firmemente a dinastia mameluca no Egito, uma potência que, em última instância, iria repelir os invasores mongóis, expulsar os cruzados europeus da Terra Santa e permaneceria como uma força política poderosa no Oriente Médio até a ascensão do Império Otomano.